# Geografia Montserratu

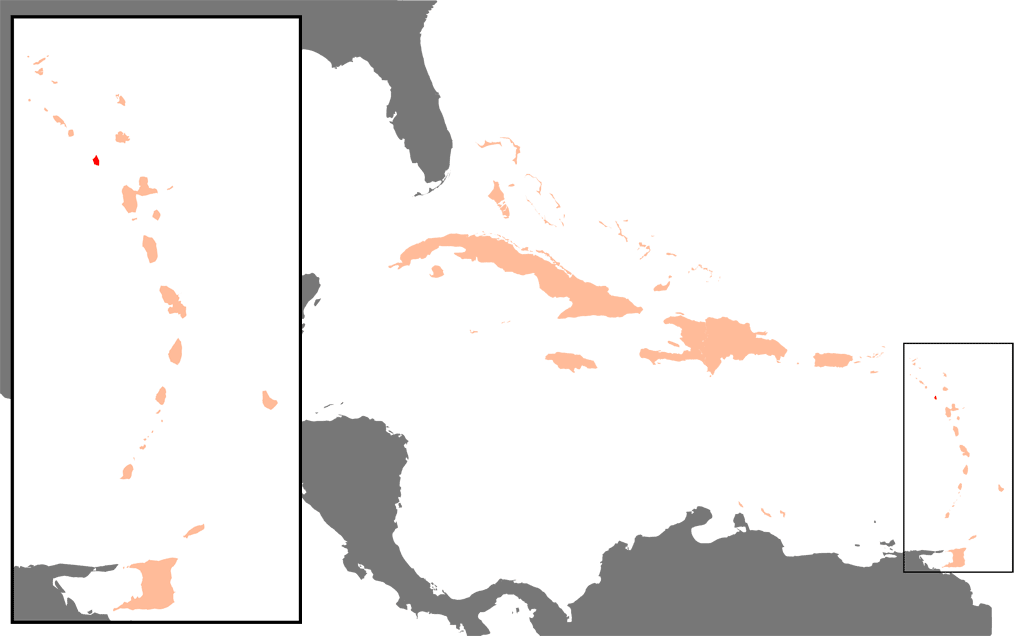
Położenie wyspy

Montserrat – niewielkie terytorium zamorskie Wielkiej Brytanii, które leży w Ameryce Środkowej, w archipelagu Małych Antyli. Ta niewielka wyspa charakteryzuje się górzystym krajobrazem i tropikalnym klimatem. Wyspa została odkryta przez Krzysztofa Kolumba w 1493 roku. 

## Powierzchnia, położenie geograficzna i granice

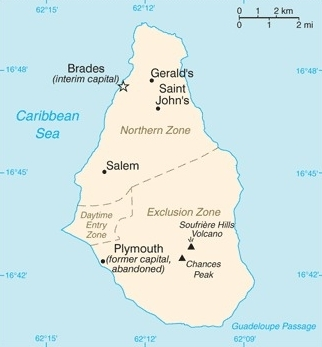
Mapa Montserratu

Powierzchnia – 102 km², porównywalna z wielkością dużego polskiego miasta.
Położenie geograficzne – 16°46'N i 62°11'W. Wyspa przypominająca kształtem Cejlon rozciąga się na długości 16 km i szerokości 10 km.
Montserrat poprzez wody terytorialne Morza Karaibskiego graniczy od północy z Antiguą i Barbudą, a od południa z Gwadelupą.

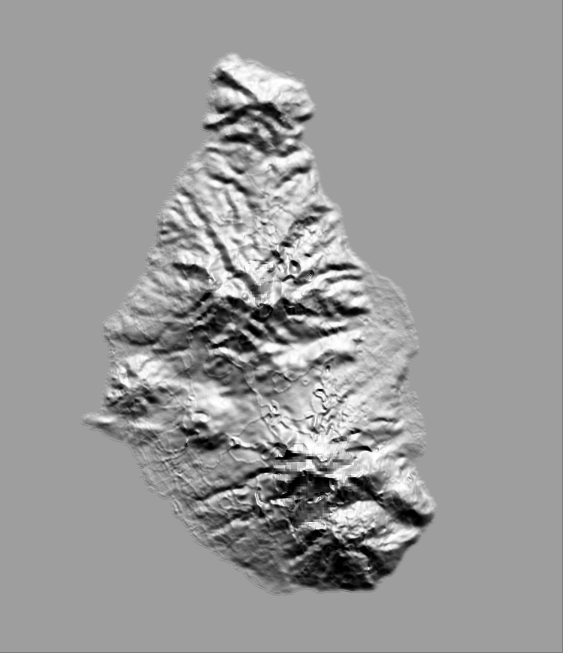
Mapa wyspy reprezentująca ukształtowanie terenu

Linia brzegowa – 40 km.

## Budowa geologiczna i rzeźba
Wyspa leży między Morzem Karaibskim a Oceanem Atlantyckim, na wschodnim krańcu płyty karaibskiej. Zaliczana jest do antylskiego łuku wulkanicznego i jest zbudowana niemal wyłącznie z wulkanicznych skał czwartorzędowych. Wyspa jest aktywna wulkanicznie. Obszary w obrębie stożków wulkanicznych pokrywa wierzchnia warstwa tufów wulkanicznych. Na wyspie znajduje się 9 aktywnych wulkanów.
Montserrat to górzysta wyspa, aczkolwiek wulkaniczne szczyty to niskie góry nie przekraczające 1000 m n.p.m. Na górzysty region składają się trzy masywy wulkaniczne, gdzie wznoszą się: Silver Hill (392 m n.p.m.) – na północy; Centre Hills (747 m n.p.m.) – w centrum oraz North Soufrière (915 m n.p.m.) i South Soufrière (763 m n.p.m.) – na południu. Wulkany cechują się dość stromymi zboczami. Tereny nizinne zajmują niewielki obszar skupiając się głównie w strefie wybrzeża. 

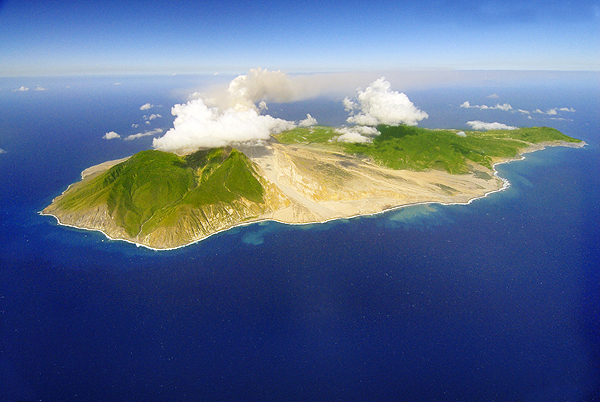
Wyspa widziana z wysokości kilku kilometrów

Linia brzegowa wyspy jest słabo rozwinięta, cechują ją łagodne zatoki. Wpływ na układ linii brzegowej i samego wybrzeża ma działalność wulkaniczna. Wybrzeże jest większości skaliste, w wielu miejscach występują osady wulkaniczne. Plaż jest niewiele.

## Klimat

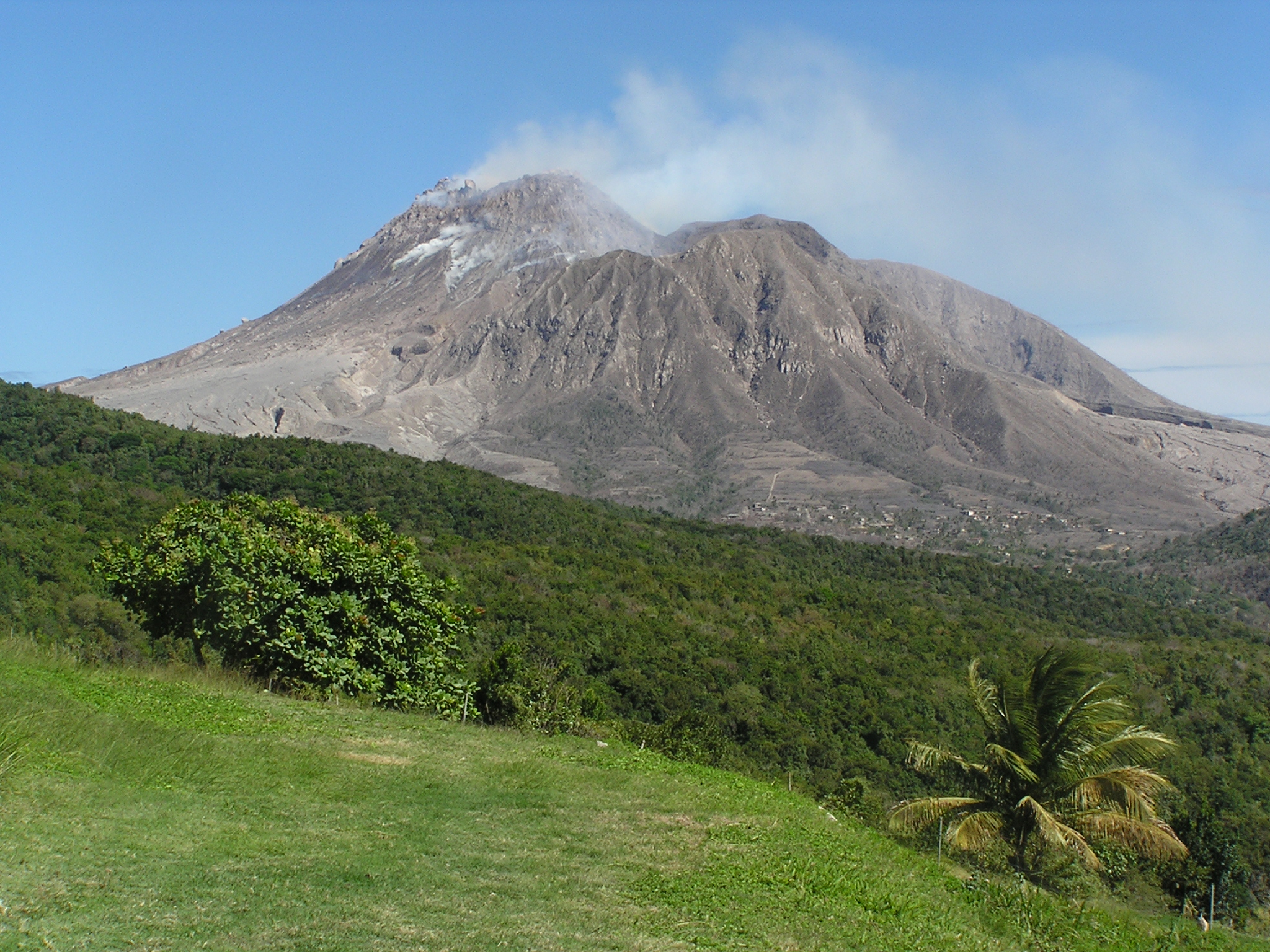
Masyw Soufrière

Montserrat leży w strefie klimatu równikowego wilgotnego, który jest kształtowany przez północno-wschodnie pasaty i ciepłe prądy morskie. Temperatury są typowe dla klimatu równikowego, gdzie średnia roczna wynosi 25 °C. Roczne i dobowe amplitudy są niewielkie i nie przekraczają 5 °C. Opady są obfite, gdzie średnie wartości wynoszą około 2000 mm rocznie. Jedynie na południu, po zawietrznej stronie są niższe i kształtują się w granicach 1000 mm. Występuje kilkumiesięczna pora sucha, jednakże okres ten nie jest pozbawiony opadów, które najintensywniejsze są w okresie letnim. Wyspa leży na trasie huraganów, które nawiedzają ten region latem i wczesną jesienią.

## Wody
Sieć rzeczna wyspy jest gęsta, ale wszystkie rzeki mają górską postać, co oznacza, że liczne są bystrza, progi i wodospady. Rzeki są krótkie i spływają do Morza Karaibskiego i Atlantyku, cechując się dużą zmiennością wodostanu. Na wyspie znajdują się także gorące źródła, związane z działalnością wulkaniczną.

## Gleby
Montserrat należy do karaibskiej krainy glebowej. Na wyspie tereny pokrywają czerwone i brązowe gleby.

## Flora i fauna
Przyroda jest w znacznym stopniu zdegradowana z powodu działalności rolniczej. Wpływ na szatę roślinną mają także wulkany, przez co wiele obszarów jest pozbawianych roślinności w wyniku erupcji wulkanicznych. Lasy zajmują około 1/3 powierzchni wyspy i są to tropikalne lasy wiecznie zielone, których drzewa częściowo tracą liście w okresie najmniejszych opadów.
Fauna reprezentowana jest przez gatunki antylskiej krainy neotropikalnej. Montserrat zamieszkiwany jest przez małe ssaki i drobne zwierzęta. W jaskiniach żyją nietoperze, powszechne są gady i gryzonie. Bogaty jest jedynie świat ptaków zarówno morskich, jak i lądowych.